# NGC 6453
NGC 6453 (другие обозначения — GCL 79, ESO 393-SC36) — шаровое скопление в созвездии Скорпион.
Этот объект входит в число перечисленных в оригинальной редакции «Нового общего каталога».